# Cypryjskie Siły Powietrzne
Cypryjskie Siły Powietrzne – siły powietrzne Cypru.
Od 1974 roku na Cyprze stacjonują samoloty Cessna U-17 i śmigłowce UH-1D Iroquois. Samoloty stacjonują na lotniskach znajdujących się w Lefkoniko, Nikozji i Salaminie. W Arkorii znajduje się baza brytyjska, która pełni rolę szkoleniową i miejsce stacjonowania śmigłowców Westland Wassex, które używane są do zadań dyspozycyjnych i ratowniczo-poszukiwawczych. Siły brytyjskich śmigłowców Aerospatiale SA-342L Gazelle stacjonują w Dhaekelia i wykonują działania w ramach sił ONZ. Z kolei Gwardia Narodowa Cypru dysponuje samolotami BN-2A Maritime Defender, który wykonuje misje patrolowo-uniwersalne oraz 4 śmigłowcami Aerospatiale SA-342L Gazelle, których zadaniem jest zwalczanie sił pancernych. Szkolenie cypryjskich pilotów odbywa się na samolotach Pilatus PC-9.